# Porzellanmanufaktur Allach

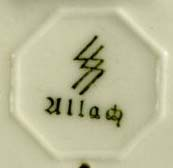
Porzellanmarke der Porzellanmanufaktur Allach nach 1939

Die Porzellanmanufaktur Allach war ein Unternehmen in München-Allach, das als nationalsozialistischer SS-Betrieb für Porzellan bekannt wurde.

## Geschichte

### Privatwirtschaftlicher Anfang
Seit 1925 besaß der Industrielle Franz Nagy sen. in München-Allach ein 2.000 m² großes Grundstück, auf dem er ein kleines Siedlungshaus errichtete. Mit seinem Geschäftspartner, dem Porzellanmaler Karl Diebitsch begann er dort mit der Produktion von Kunstporzellan. Diebitsch war es dann auch, der einige Jahre später die Beziehungen zur Allgemeinen SS anknüpfte. Das Gelände der Porzellanmanufaktur Allach befand sich an der Lindenstraße 8, heute Reinhard-von-Frank-Straße 8.
Im Rahmen ihrer wirtschaftlichen Tätigkeit unterhielt die SS u. a. Baubetriebe, besaß Siedlungen, Ernährungsbetriebe, Forschungsinstitute. Zu den Unternehmungen der SS gehörten die Mineralwasserfabrik Apollinaris, die Deutsche Edelmöbelfabrik, der Nordland-Verlag, die Reichslehrschmiede sowie auch die Porzellanmanufaktur Allach.

### Übergang zur SS
Im Jahr 1939 übernahm die SS den Betrieb durch Enteignung. Die Manufaktur wurde dem zur Allgemeinen SS gehörenden Hauptamt Verwaltung und Wirtschaft unterstellt. Im Gegensatz zu anderen wirtschaftlichen Unternehmungen war der Betrieb nicht auf die Erwirtschaftung von Einnahmen gerichtet. Ganz im Sinne der traditionellen Argumentation der Staatsmanufakturen, die ihre immens hohen Subventionen mit dem Verweis auf den erzieherischen Anspruch, „stil- und geschmacksbildend“ zu wirken, rechtfertigten, sollten auch die Produkte der neuen SS-Manufaktur die „Erziehung zum nationalsozialistischen Menschen unterstützen“.

### Produktionsverlagerung zum KZ Dachau
Am 1. Oktober 1937 wurde die Produktion zum Teil auf das Übungs- und Ausbildungslager der SS beim KZ Dachau verlegt, schließlich auch die gesamte Porzellanherstellung. Die keramische Abteilung blieb in München-Allach. Franz Nagy arbeitete in der technologischen Entwicklungsabteilung, kaufmännischer Direktor war R. Dippe, technischer Direktor war Hechtfischer. Der künstlerische Leiter war Theodor Kärner. Ab 1940 wurden zunächst 18 KZ-Häftlinge täglich vom KZ Dachau mit dem Lkw dorthin gebracht, später dann im KZ-Außenlager München-Allach (BMW) interniert. In den Kriegsjahren produzierten in Dachau etwa 25 bis 30 Zivilpersonen und stets an die 50 Häftlinge des „KZ Dachau“ sowohl Zierporzellan (Tierplastiken, den Führerkopf und andere Figuren) wie auch einfache Gebrauchsgegenstände, wie Salbengefäße und Kantinengeschirr. Der von Heinrich Himmler zum Julfest verschenkte „Julleuchter“ wurde ebenfalls dort hergestellt. In der Spitze (Oktober 1943) wurden 93 KZ-Gefangene eingesetzt.
Theodor Kärner, seit 1938 Professor an der Münchner Kunstakademie, entwarf 1942 in Anlehnung an den sogenannten Geburtsleuchter (Modellnummer 89) von Carl Diebitsch den großen Kinderfrieskerzenhalter mit umlaufendem Kinderfries, der von Heinrich Himmler als Geschenk zur Geburt des vierten Kindes in SS-Familien bestimmt war. Der Kerzenhalter trug auf dem Schaft umlaufend einen reliefierten Fries über dem Schriftband „In der Sippe ew’ger Kette bin ich nur ein Glied“ und war auch unter der Bezeichnung „Lebensleuchter“ bekannt. Kärner wurde schließlich zum SS-Hauptsturmführer ehrenhalber ernannt.
Zwei Drittel der Produktion gingen an SS, Polizei und Wehrmacht; der SS wurden große Rabatte eingeräumt. Das allgemeine Vermarktungskonzept der Produkte sah keinen Verkauf im Fachhandel vor. Der wurde vielmehr durch Schauräume in wenigen Städten wie Berlin, Posen, Warschau und Lemberg organisiert. In München gab es keine Verkaufsstelle. Die Erzeugnisse wurden sehr billig abgegeben, zu reinen Dumping-Preisen. Der „Hitlerjunge“ von Richard Förster kostete in den Jahren 1938/39 in weiß 15,90 RM und farbig 32,45 RM. und gehörte damit zu den teureren Figuren im Produktkatalog. Das System der Schauräume trug jedoch auch dazu bei, dass das Allacher Porzellan der breiten Bevölkerung trotz des niedrigen Preises weitestgehend unbekannt blieb.
Eine wichtige Aufgabe der Manufaktur bestand darin, „Stadt- und Staatspräsente“ herzustellen. Damals wie heute wurde – den internationalen Gepflogenheiten entsprechend – den in Deutschland weilenden politischen Gästen und dem sie begleitenden Diplomatischen Corps Kunstporzellan überreicht.
Die Manufaktur besaß keinen direkten wirtschaftlichen Zweck; sie galt als ein „Lieblingskind“ Himmlers. Er plante, finanzielle Defizite nach dem Krieg durch Gewinne aus einem großen Gutsbetrieb auszugleichen, und wollte sich dauerhaft ein „unbeschränktes Schenkungsrecht“ vorbehalten. Der Arbeitseinsatz von KZ-Häftlingen wurde erstmals 1940 erwähnt. Tötungen sind nicht bekannt. Der „künstlerische Leiter“ Josef Thorak beaufsichtigte persönlich die Dachauer Häftlinge bei der Produktion.